# Uniunea Astronomică Internațională
Uniunea Astronomică Internațională (prescurtat UAI, în franceză Union astronomique internationale, iar în engleză International Astronomical Union, cu sigla IAU) este o asociație internațională care are obiectivul de a coordona activitatea astronomilor din întreaga lume. Având sediul în Paris, ea acționează ca autoritate recunoscută pe plan internațional pentru denumirea corpurilor cerești (stele, planete, asteroizi etc.) și a oricărei forme de relief de pe acestea. Este membră a Consiliului Internațional pentru Știință. Scopul principal al UAI este promovarea și protejarea științei astronomiei în toate aspectele prin cooperare internațională. UAI întreține relații de colaborare cu alte organizații ce se adresează și astronomilor amatori.

## Organizarea
UAI este singura abilitată să dea nume obiectelor cerești.  Ea încurajează activitatea școlilor de astronomie.
Limbile oficiale ale Uniunii Astronomice Internaționale sunt franceza și engleza. Permanența sa este situată la Institutul de Astrofizică din Paris. Uniunea Astronomică Internațională organizează frecvente întâlniri științifice și ține câte o ședință plenară la fiecare trei ani. Ea publică și un buletin anual.
Printre grupurile de lucru din UAI se numără Grupul de Lucru pentru Nomenclatura Sistemelor Planetare (WGPSN), care gestionează convențiile astronomice de denumire și nomenclatorul planetelor. Uniunea Astronomică Internațională este responsabilă și pentru sistemul telegramelor astronomice emise și distribuite în numele său de Biroul Central pentru Telegrame Astronomice.

## Comisii
UAI își împarte activitatea în 40 comisii (printre care se află Biroul Central pentru Telegrame Astronomice și Biroul Internațional al Orei) repartizate, după 2012, în 9 diviziuni:
| Diviziunea | Disciplina / Disciplinele                         |
| ---------- | ------------------------------------------------- |
| A          | Astronomie fundamentală                           |
| B          | Instrumente, Tehnologii și Date                   |
| C          | Educație, Comunicare și Moștenire                 |
| D          | Fenomene de energie înaltă și fizică fundamentală |
| E          | Soarele și heliosfera                             |
| F          | Sisteme planetare și Bioastronomie                |
| G          | Stele și fizică stelară                           |
| H          | Materie interstelară și univers local             |
| J          | Galaxii și cosmologie                             |

Până în 2012 UAI își împărțea activitatea în 40 comisii (printre care se aflau Biroul Central pentru Telegrame Astronomice și Biroul Internațional al Orei) repartizate în 12 discipline:
| Diviziunea | Disciplina                                                 |
| ---------- | ---------------------------------------------------------- |
| I          | Astronomie fundamentală                                    |
| II         | Soarele și heliosfera                                      |
| III        | Științe ale sistemului planetar                            |
| IV         | Stele                                                      |
| V          | Stele variabile                                            |
| VI         | Materie interstelară                                       |
| VII        | Calea lactee                                               |
| VIII       | Galaxiile și Universul                                     |
| IX         | Tehnici de studiu al spectrului vizibil și al infraroșului |
| X          | Radioastronomie                                            |
| XI         | Astrofizica energiilor înalte și tehnici spațiale          |
| XII        | Activități comune tuturor diviziunilor                     |

## Adunările Generale ale Uniunii Astronomice Internaționale
La fiecare trei ani, este organizată câte o Adunare Generală a Uniunii Astronomice Internaționale.
| Reuniunea | Anul | Locul                                                       |
| --- | ---- | ----------------------------------------------------------- |
| Prima Adunare Generală a UAI                                                                                    | 1922 | Roma, Italia                                                |
| A II-a Adunare Generală a UAI                                                                                   | 1925 | Cambridge, Anglia, Regatul Unit                             |
| A III-a Adunare Generală a UAI                                                                                  | 1928 | Leiden, Țările de Jos                                       |
| A IV-a Adunare Generală a UAI                                                                                   | 1932 | Cambridge, Massachusetts, Statele Unite ale Americii        |
| A V-a Adunare Generală a UAI                                                                                    | 1935 | Paris, Franța                                               |
| A VI-a Adunare Generală a UAI                                                                                   | 1938 | Stockholm, Suedia                                           |
| A VII-a Adunare Generală a UAI                                                                                  | 1948 | Zürich, Elveția                                             |
| A VIII-a Adunare Generală a UAI                                                                                 | 1952 | Roma, Italia                                                |
| A IX-a Adunare Generală a UAI                                                                                   | 1955 | Dublin, Irlanda                                             |
| A X-a Adunare Generală a UAI                                                                                    | 1958 | Moscova, Uniunea Sovietică                                  |
| A XI-a Adunare Generală a UAI                                                                                   | 1961 | Berkeley, California, Statele Unite ale Americii            |
| A XII-a Adunare Generală a UAI                                                                                  | 1964 | Hamburg, Republica Federală Germania (Germania Occidentală) |
| A XIII-a Adunare Generală a UAI                                                                                 | 1967 | Praga, Cehoslovacia                                         |
| A XIV-a Adunare Generală a UAI                                                                                  | 1970 | Brighton, Anglia, Regatul Unit                              |
| Adunarea Generală Excepțională, pentru comemorarea celei de-a 500-a aniversări a nașterii lui Nicolaus Copernic | 1973 | Varșovia, Polonia                                           |
| A XV-a Adunare Generală a UAI                                                                                   | 1973 | Sydney, New South Wales, Australia                          |
| A XVI-a Adunare Generală a UAI                                                                                  | 1976 | Grenoble, Franța                                            |
| A XVII-a Adunare Generală a UAI                                                                                 | 1979 | Montreal, Quebec, Canada                                    |
| A XVIII-a Adunare Generală a UAI                                                                                | 1982 | Patras, Grecia                                              |
| A XIX-a Adunare Generală a UAI                                                                                  | 1985 | New Delhi, India                                            |
| A XX-a Adunare Generală a UAI                                                                                   | 1988 | Baltimore, Maryland, Statele Unite ale Americii             |
| A XXI-a Adunare Generală a UAI                                                                                  | 1991 | Buenos Aires, Argentina                                     |
| A XXII-a Adunare Generală a UAI                                                                                 | 1994 | Haga, Țările de Jos                                         |
| A XXIII-a Adunare Generală a UAI                                                                                | 1997 | Kyoto, Japonia                                              |
| A XXIV-a Adunare Generală a UAI                                                                                 | 2000 | Manchester, Anglia, Regatul Unit                            |
| A XXV-a Adunare Generală a UAI                                                                                  | 2003 | Sydney, New South Wales, Australia                          |
| A XXVI-a Adunare Generală a UAI                                                                                 | 2006 | Praga, Republica Cehă                                       |
| A XXVII-a Adunare Generală a UAI                                                                                | 2009 | Rio de Janeiro, Brazilia                                    |
| A XXVIII-a Adunare Generală a UAI                                                                               | 2012 | Beijing, China                                              |
| A XXIX-a Adunare Generală a UAI'                                                                                | 2015 | Honolulu, Hawaii, Statele Unite ale Americii                |
| A XXX-a Adunare Generală a UAI                                                                                  | 2018 | Viena, Austria                                              |
| AXXXI-a Adunare Generală a UAI                                                                                  | 2021 | Busan, Republica Coreea                                     |

## Membrii Uniunii Astronomice Internaționale

### Membri naționali ai UAI
Organizațiile  care reprezintă comunitățile astronomice naționale, doritoare să-și promoveze participarea la astronomia internațională și să susțină obiectivele Uniunii, pot să adere la Uniune în calitate de membri naționali. Organizațiile care doresc să adere la Uniune în calitate de membri naționali, dezvoltând astronomia profesionistă în comunitatea pe care o reprezintă o pot face pe o bază interimară sau prospectivă. Ei pot să devină mai târziu membri naționali pe o bază permanentă.
Cei 74 de membri naționali actuali (la 27 septembrie 2015) sunt (numele utilizat de UAI pentru a denumi țările membre, redate aici ca atare, este uneori diferit de numele uzual):

### Membri individuali
În august 2015, la încheierea Adunării Generale, UAI număra 12.450 de membri individuali, cea mai mare parte dintre aceștia fiind „membri individuali activi”, astronomi profesioniști din 96 de țări din toată lumea. 84 % din membrii individuali sunt bărbați, iar 16 % sunt femei.